# Белая (Дальнеконстантиновский район)
Бе́лая — деревня в Дальнеконстантиновском районе Нижегородской области России. Входит в состав Белозеровского сельсовета.

## История
В Атласе Менде 1850 года, а также на карте Нижегородского уезда 1887 года (автор — профессор В. В. Докучаев) деревня фигурирует как «Мартыновка (Белая тож)».
В 1891—1892 годах А. П. Чеховым был организован сбор пожертвований в пользу голодающих Нижегородской губернии. Писатель посетил деревню Белую Таможниковской волости Нижегородского уезда и находился здесь с 27 января по 2 февраля (15—21 января по старому стилю). Вместе с земским начальником пятого участка Нижегородского уезда они посещали окрестные селения, организовывали столовые, распределяли между голодающими средства, которые удалось для них собрать. Местными жителями писателю, ходившему в 30-градусный мороз по окрестным сёлам и спасавшему ослабленных голодом и болезнями крестьян, в деревне Белая установлен памятник. Ежегодно в районе проводятся Чеховские чтения.

## География
Деревня находится в центральной части Нижегородской области, в зоне хвойно-широколиственных лесов, при автодороге 22Н-2003. Расстояние до административного центра района составляет приблизительно 25 км к востоку-северо-востоку (ENE). Деревня пролегает с севера на юг в восточном углу Дальнеконстантиновского района вдоль линии его соприкосновения с Большемурашкинским районом, при этом как до точки соприкосновения Дальнеконстантиновского, Большемурашкинского и Кстовского районов, так и до точки соприкосновения Дальнеконстантиновского, Большемурашкинского районов и городского округа Перевозский удалённость от деревни не превышает километра. В направлении сёл Ляписи и Карабатово из северной части деревни выходит просёлочная дорога.
Климат
Климат характеризуется как умеренно континентальный, с коротким умеренно тёплым летом и холодной продолжительной зимой. Среднегодовая температура — 3,6 °C. Средняя температура воздуха самого тёплого месяца (июля) — 19 °C (абсолютный максимум — 37 °C); самого холодного (января) — −12 °C (абсолютный минимум — −42 °C). Продолжительность безморозного периода составляет 142 дня. Среднегодовое количество атмосферных осадков составляет 550—600 мм, из которых две трети выпадает в тёплый период. Устойчивый снежный покров устанавливается в третьей декаде ноября и держится около 140—145 дней.
Часовой пояс
Деревня Белая, как и вся Нижегородская область, находится в часовой зоне МСК (московское время). Смещение применяемого времени относительно UTC составляет +3:00.

## Население
| 2002 | 2010 |
| ---- | ---- |
| 78   | ↘36  |

Национальный состав
Согласно результатам переписи 2002 года, в национальной структуре населения русские составляли 83 %.